# Franny
Franny (The Benefactor) è un film del 2015 diretto da Andrew Renzi.
Il film rappresenta l'opera prima del regista che, con una produzione indipendente, narra una storia che affronta molti problemi di grande importanza come la tossicodipendenza, la perdita di affetti importanti, la difficoltà di vivere con rimorsi di coscienza, il bene che deriva dall'aiutare gli altri.

## Trama
Cinque anni dopo aver perso una coppia di amici a cui era legatissimo, in seguito ad un incidente stradale del quale si sente responsabile, il ricchissimo Francis "Franny" Watts, rientra in contatto con Olivia, la ragazza rimasta orfana dopo quella tragedia.
Lui, che continua ad assumere morfina pur avendo verosimilmente superato da tempo i dolori dell'incidente, si trascina senza entusiasmi ad eccezione delle volte in cui, visitando l'ospedale pediatrico che possiede a Filadelfia, dona e ottiene conforto da bambini in cura.
Lei, sposata e in procinto di partorire, raccomanda il marito medico Luke, in cerca di lavoro, al suo padrino. Franny si entusiasma nel poter dare una mano ad una persona cui ha voluto tanto bene e che in qualche modo sente di dover risarcire.
Dopo aver assunto Luke, compra e offre agli sposi la stupenda casa in campagna che fu dei genitori di Olivia. Diventa poi sempre più asfissiante nei confronti di Luke che riempie di attenzioni e al quale paga gli ingenti debiti dovuti agli studi. Gli chiede poi, tra il serio e il faceto, di prescrivergli della morfina. Il ragazzo allora intuisce che Franny ha un problema.
Il suo medico curante si rifiuta di rinnovargli ancora le ricette e lui, in crisi di astinenza, va in escandescenze in pubblico, poi si autolesiona pensando di essere curato con oppiacei o simili. Non avvenendo questo, si infuria nuovamente per poi richiudersi in sé.
Non accetta l'aiuto di nessuno finché non viene avvicinato da Olivia. Sulle prime maltratta anche lei, poi mentre va per scusarsi deve soccorrerla perché sta entrando in travaglio.
Nato Robert, Franny è pronto per cominciare quel percorso di disintossicazione che ha sempre rifiutato e che gli potrà permettere di riprendere il controllo della propria vita e dei propri affetti.

## Distribuzione
Il film è stato presentato al Tribeca Film Festival il 15 aprile 2015. Il primo maggio dello stesso anno, la Samuel Goldwyn Films ha acquisito i diritti di distribuzione del film.